# Medagliere dei VII Giochi olimpici invernali
Il medagliere dei VII Giochi olimpici invernali è una lista che riporta il numero di medaglie ottenute dai comitati olimpici nazionali presenti ai Giochi di Cortina d'Ampezzo 1956. L'Unione Sovietica vinse il medagliere conquistando sia il maggior numero di ori (sette) sia il maggior numero di medaglie complessive (sedici).
In 24 competizioni di 8 sport, nove delegazioni su trentadue paesi partecipanti hanno vinto almeno una medaglia d'oro e, in totale, tredici nazioni hanno conquistato almeno una medaglia.
Le delegazioni di Polonia e Giappone, nonché l'Unione Sovietica vincitrice del medagliere, ottennero le prime medaglie olimpiche invernali della propria storia.
La delegazione dell'Italia, paese ospitante, conquistò tre medaglie: una d'oro e due d'argento, piazzandosi all'ottavo posto nel medagliere; fu il miglior risultato nella sua storia, fino a quel momento, per medaglie complessive conquistate, venne uguagliato il record in termine di ori vinti (uno, come nelle precedenti due edizioni) ma indietreggiò, invece, rispetto al miglior piazzamento storico nel medagliere ottenuto a Oslo 1952, quando si era piazzata al sesto posto generale.

## Medagliere
La seguente tabella delle medaglie è stilata sulle informazioni fornite dal Comitato Olimpico Internazionale sul proprio sito internet ufficiale, ed è basata sull'ordinamento convenzionale dei medaglieri olimpici, dando precedenza al numero decrescente di medaglie d'oro vinte dagli atleti di una nazione e, successivamente, prendendo in considerazione prima il numero decrescente di medaglie d'argento e dopo il numero decrescente di medaglie di bronzo; se le squadre risultassero ancora in parità, viene assegnata la posizione a pari merito e le delegazioni sarebbero elencate in ordine alfabetico (in base al codice paese del CIO).
A fronte di 24 eventi disputati, nel medagliere risultano assegnate 25 medaglie d'oro, una in più, in quanto la competizione dei 1500 metri maschili nel pattinaggio di velocità ebbe come vincitori ex aequo, con lo stesso tempo finale, due atleti sovietici (Evgenij Grišin e Jurij Michajlov), con assegnazione della doppia medaglia d'oro; per questo motivo non fu assegnato il secondo posto in quella gara (e quindi le medaglie d'argento totali dell'edizione sono 23, una in meno) e venne dato, come da regolamento, il bronzo al concorrente giunto terzo, il finlandese Toivo Salonen.
  Nazione ospitante 
| Pos.   | Squadra                   | Oro | Argento | Bronzo | Tot. |
| ------ | ------------------------- | --- | ------- | ------ | ---- |
| 1      | Unione Sovietica          | 7   | 3       | 6      | 16   |
| 2      | Austria                   | 4   | 3       | 4      | 11   |
| 3      | Finlandia                 | 3   | 3       | 1      | 7    |
| 4      | Svizzera                  | 3   | 2       | 1      | 6    |
| 5      | Svezia                    | 2   | 4       | 4      | 10   |
| 6      | Stati Uniti               | 2   | 3       | 2      | 7    |
| 7      | Norvegia                  | 2   | 1       | 1      | 4    |
| 8      | Italia                    | 1   | 2       | 0      | 3    |
| 9      | Squadra Unificata Tedesca | 1   | 0       | 1      | 2    |
| 10     | Canada                    | 0   | 1       | 2      | 3    |
| 11     | Giappone                  | 0   | 1       | 0      | 1    |
| 12     | Ungheria                  | 0   | 0       | 1      | 1    |
| 12     | Polonia                   | 0   | 0       | 1      | 1    |
| Totale | Totale                    | 25  | 23      | 24     | 72   |

Nessuna medaglia dei Giochi è stata successivamente ritirata, riassegnata e/o riconsegnata all'atleta/squadra che l'aveva conquistata durante l'evento.
Non ottennero alcuna medaglia le seguenti squadre partecipanti ai Giochi:
- Australia
- Belgio
- Bolivia
- Bulgaria
- Cecoslovacchia
- Cile
- Corea del Sud

- Francia
- Gran Bretagna
- Grecia
- Iran
- Islanda
- Jugoslavia
- Libano

- Liechtenstein
- Paesi Bassi
- Romania
- Spagna
- Turchia